# Collias
Collias är en kommun i departementet Gard i regionen Occitanien i södra Frankrike. Kommunen ligger i kantonen Remoulins som tillhör arrondissementet Nîmes. År 2022 hade Collias 1 080 invånare.

## Befolkningsutveckling
Antalet invånare i kommunen Collias
Referens:INSEE